# Блондинка в законе (мюзикл)
«Блондинка в законе» (англ. Legally Blonde) — американский мюзикл, слова и музыку к которому написали Нил Бенджамин и Лоренс О’Киф (сценарий — Хизер Хэч). В основу мюзикла легли роман Аманды Браун 2001 года «Блондинка в законе» и одноименный фильм MGM с Риз Уизерспун в главные роли. В мюзикле рассказывается об Эль Вудс — блондинке, которая, чтобы вернуть своего бойфренда, поступила в один из лучших университетов Америки. Вопреки всем она смогла добиться успеха и выиграть казалось безнадежное дело королевы фитнеса Брук Уиндем.

## История
Предварительные показы начались в феврале 2007 года в Сан-Франциско. В апреле 2007 года мюзикл переместился на Бродвей и очень быстро попал в так называемый клуб-миллион — кассовые сборы за неделю превышали 1 млн долларов. Летом 2008 года был проведен телевизионный конкурс «В поисках Эль Вудс», в котором зрители и специальное жюри выбирали новую исполнительницу главной роли. Закрылся на Бродвее мюзикл 19 октября 2008 года.
13 января 2010 года в театре Савой состоялась лондонская премьера «Блондинки в законе». В октябре 2009 года, в рекламных целях, был снят клип на песню «So much better». Успех шоу в Лондоне обеспечила не только зажигательная музыка, но и восходящая звезда Вест-Энда Шеридан Смит. Спустя год её заменила Сюзан МакФейдн. На лондонской сцене было сыграно 974 спектакля. Последний — 7 апреля 2012 года.
Единственной постановкой, получившей смешанные отзывы, стала французская. Она открылась весной 2012 года в Париже под тем же названием, что и фильм во французском прокате — «La Revanche d’une Blonde» (Месть блондинки), однако успеха не имела и была закрыта 15 июля того же года.
Несмотря на холодный европейский прием австрийская продюсерская компания «Vereinigten Bühnen Wien» объявила о покупке прав на постановку в мае 2012 года. Искристую и задорную энергию «Блондинки» планировалось противопоставить драматической «Элизабет», очередная постановка которой с успехом идет в традиционном Раймунд-театре. Подготовка к премьере шла 9 месяцев, и 21 февраля 2013 года в театре РОНАХЕР первое представление было встречено непрекращающейся овацией. Первый немецкоязычный спектакль посетили авторы музыки и английского текста Нил Бенджамин и Лоренс О’Киф, а также автор либретто Хизер Хэч. Название австрийской версии изменили на «Natürlich Blond» (Натуральная блондинка)

## Сюжет

### Акт 1
В девчачьем сообществе Дельта Ню Калифорнийского университета праздник: всеобщая любимица и красавица Эль Вудс ожидает предложения руки и сердца от своего возлюбленного Уорнера Хантингтона третьего. Подруги помогают Эль выбрать платье (Omigod you guys!). Однако вместо предполагаемой свадьбы следует расставание (Serious). Эль в депрессии. Верные подруги пытаются развеселить её. (Daughter of Delta Nu) В одном из журналов блондинка видит фотографию брата Уорнера с невестой, студенткой юридического. Эль решает, что ей тоже нужно в Гарвард, вслед за Уорнером. Она уговаривает родителей и жертвует развлечениями последнего года учебы и сдает тяжелые экзамены. Помимо этого она сумела очаровать приемную комиссию и добилась своего. (What you want). Здравствуй, Гарвард! Эль знакомится с другими учениками курса. (Harvard variations). Однако на первом же уроке её ждет крупное фиаско: её опозорила девушка по имени Вивиан (Blood in the water). Девушка оказалась ново подружкой Уорнера. Эль срочно нужен совет. Его дадут верные подруги, которые появляются в воображении девушки в качестве греческого хора (Positive). Результатом подобных консультаций становится решешие покрасится в брюнетку. Но от этого её отговаривает Полетт, мастер из салона, рассказывая ей свою историю жизни (Ireland). Услышав о гарвардской костюмированной вечеринке, Полетт отправляет туда Эль, чтобы она вернула Уорнера (Ireland (reprise)). Но Эль становится жертвой жестокой шутки: кроме неё никто не пришёл в костюме. Девушка не теряет уверенности в себе, она пытается убедить Уорнера в своей серьезности. Но он ясно дает ей понять, что ей не удастся долго продержаться в университете (Serious (reprise)). Эль поддерживает помощник преподавателя Эммет Форест, заставляя её заниматься. В конце концов Эль побеждает Уорнера в классе, удивляя профессора Каллахана (Chip on my sholder). После того, как Эль помогает Полетт вернуть её собаку, она осознает, зачем она учит закон. А в это время профессор вывешивает список стажеров, которых он нанимает для ведения дела Брук Уиндем. Она обвиняется в убийстве мужа. Уорнер делает Вивиан предложение. Неожиданно для всех Эль оказывается в списке нанятых стажеров. Она ликует: теперь она всем покажет, что может настоящая блондинка (So much better)!

### Акт 2
Второй акт начинается с того, что Каллахан, Эммет и стажеры (среди которых Эль, Уорнер, Вивиан и Энид Хупс) обсуждают новое дело, просматривая DVD с упражнениями от Брук Уиндем. Каллахану нужно получить алиби Брук, за этим он отправляет стажеров в тюрьму (Whip in to shape). Но Брук соглашается раскрыть алиби только Эль, как бывшей сестре по сообществу «Delta-Nu-Nu-Nu», да и то под большим секретом и с условием, что в суде оно озвучено не будет. Эль держит своё слово. Каллахан пеняет Эммету, что тот не может справиться со стажерами. Эль, чтобы загладить свою вину, ведет его по магазинам, где он полностью преображается (Take it like a man).
Полетт доставляет посылку суперсексуальный по её мнению почтальон. Эль и её подружки из греческого хора учат мастера салона красоты быть уверенной в себе (Bend and Snap), но ситуация немного выходит из-под контроля.
На заседании суда Эль пытается убедить Каллахана в том, что свидетель обвинения лжет. «Он гей», — утверждает девушка, а значит он не мог быть любовником Брук. Эммет «раскалывает» свидетеля, таким образом обвинение против Брук пошатнулось (There! Right there!). После того, как все празднуют успех Эль и Эммета, Каллахан оставляет блондинку, чтобы поговорить о перспективах её карьеры. Однако профессор уверен, что эта лестница доступна Эль только через него. Девушка дает пощечину профессору, но Уорнер и Вивиан уверены: Эль получила место стажера только «за красивые глазки». Расстроенная Эль возвращается в свою комнату, где её ждет Эммет. Эль прощается с ним, она хочет уехать домой. Эммет пытается признаться ей в своих чувствах, но Эль ничего не хочет слушать (Legally blonde). Она заходит сказать до свидания Полетт, когда Вивиан, появившись из-под сушилки для волос, заставляет её передумать и снова вернуться в дело. Эль соглашается. Она снова в здании суда, и уже не в качестве стажера, а как полноценный представитель защиты (Legally blonde (remix)). Поддержать её приехали родители и верные подруги. Помогать ей будет Эммет. Ведя допрос падчерицы Брук, Чатни, Эль замечает нестыковки в её показаниях: не могла Чатни принимать душ через пару часов после химической завивки. Для их подтверждения ей потребуется попасть на место преступления (Scene of the crime). Там Энид Хупс, с такой же завивкой, как у Чатни, встает под душ — и завивка опадает. Эль провоцирует Чатни на признание в убийстве отца. Все счастливы! (Omigod (reprise)). Уорнер даже хочет вернуть Эль обратно, но она отказывает ему. Ведь теперь перед ней открыты все дороги.
Во время церемонии выпускного Полетт рассказывает, как сложилась жизнь героев за прошедшее время: Вивиан едет в корпус мира, Энид специализируется на семейном праве, Уорнер стал моделью, Каллахан развелся, и дело о его разводе вел Эммет. Сама Полетт вышла замуж за «суперсексуального» почтальона и переехала за город. Эль благодарит всех, кто помог ей на длинной дороге через Гарвард и в конце своей выступления делает удивленному донельзя Эммету предложение (Find my way).

## Действующие лица и исполнители
Основные исполнители главных ролей мюзикла
| Персонаж              | Бродвей             | Лондон            | Сидней         | Вена              |
| --------------------- | ------------------- | ----------------- | -------------- | ----------------- |
| Эль Вудс              | Лора Белл Банди     | Шеридан Смит      | Люси Дьюрак    | Барбара Обермайер |
| Эммет Форест          | Кристиан Борль      | Алекс Гаумонд     | Дэвид Харрис   | Йорг Неубауэр     |
| Полетт Бонафонте      | Орфе                | Джил Хафпенни     | Хелен Даллимор | Ана Милва Гомес   |
| Профессор Каллахан    | Майкл Руперт        | Питер Дэвисон     | Кэмерон Даддо  | Алексендр Гёбель  |
| Уорнер Хандингтон III | Ричард Х. Блэйк     | Дункан Джеймс     | Роб Миллс      | Хендрик Шалль     |
| Вивиен Кенсингтон     | Кейт Шиндл          | Кэролайн Киф      | Али Колдер     | Зане Милу         |
| Дью/Кайл              | Энди Карл           | Крис Элис-Стэнтон | Майк Снелл     | Даниель Ракас     |
| Брук Уиндем           | Никки Снельсон      | Ифе Малхолланд    | Эрика Нейнатц  | Линда Гайдер      |
| Энид Хупс             | Натали Джой Джонсон | Сюзи МакАдам      | Зоуи Джаррет   | Анук Рулкер       |
| Сирена                | Лесли Критцер       | Сюзан МакФейдн    | Эшли Пайк      | Биргит Ванка      |
| Марго                 | Аннали Эшфорд       | Эми Леннокс       | Рене Бурли     | Аня Хезели        |
| Пилар                 | ДеКуина Мур         | Ибинабо Джек      | Хлои Зуэль     | Зидони Смит       |
| Кэйт/Чатни            | Кэйт Уэзерхед       | Роксанн Палмер    | Эш Би          | Дженифер Зиманн   |

- Запись спектакля для канала MTV в сентябре 2007 года[10] была произведена с участием всего оригинального бродвейского состава, за исключением Лесли Критцер, которую заменила в роли Сирены Трейси Джей Эдвардс[11][12] , и ДеКуины Мур, чью роль Пилар исполнила Ашмерет Гебремишель[12].

## «В поисках Эль Вудс»
Телевизионное шоу «Блондинка в законе: В поисках Эль Вудс» было создано продюсерами телеканала MTV, чтобы выбрать следующую актрису на роль главной героини мюзикла, когда стало ясно, что Лора Белл Банди покинет проект. Шоу открылось 2 июня 2008 года. Ведущей шоу стала известная актриса и певица Хейли Дафф, а в состав жюри вошли режиссёр мюзикла Джерри Митчел, автор сценария Хизер Хэч, директор по кастингу Бернард Телси и другие, причастные к постановке.
Изначально на роль «самой умной блондинки» претендовали 15 девушек из всех уголков Америки. 5 из них были отсеяны в первом же туре соревнования. Остальные выбывали по одной. К каждому выпуску участницы должны были подготовить один из номеров мюзикла, а также продемонстрировать свои навыки не только в пении, но и в танцах, актерском мастерстве, умении держать себя, и даже искусстве общения с Великаном (собачкой чихуа-хуа). По окончании каждого этапа победительницы получали награду — встречу с актерами мюзикла, которые делились своим опытом с конкурсантками.
Победительница шоу определилась 21 июля 2008 года. Ей стала 20-летняя Бэйли Хэнкс из Южной Каролины. С ней заключили контракт на 3 месяца представлений. Дебют состоялся уже 23 июля 2008 года. Отом Халберт, занявшая второе место, стала Эль второго состава, а также получила место в ансамбле мюзикла. Девушки, оставшиеся на третьем и четвёртом месте, получили роли Марго и дублирующей Эль в актерском составе первого Американского тура «Блондинки».

## Аудиоверсии

### Бродвейская постановка, 2007 год
Аудиозапись оригинального состава бродвейского шоу была сделана в мае 2007 года, релиз вышел 17 июля. Он включил в себя 17 треков.
1. Omigod you guys! (Боже мой, люди!)
2. Serious (Серьезно)
3. What you want (Чего ты хочешь)
4. Harvard variations (Диалоги Гарварда)
5. Blood in the water (Кровь в воде)
6. Positive (На позитиве/Мы уверены в зависимости от контекста конкретной строки)
7. Ireland (Ирландия)
8. Ireland (Reprise) (Ирландия — реприза)
9. Serious (Reprise) (Серьезно — реприза)
10. Chip on my shoulder (Рассердиться)
11. So much better (Гораздо лучше)
12. Whipped into shape (Привести в форму)
13. Take it like a man (Прими это как мужчина)
14. Bend and snap! (Нагнись и распрямись!)
15. There! Right there! (Вон! Вон там!)
16. Legally blonde (Блондинка в законе)
17. Legally Blonde remix (Блондинка в законе — ремикс)
18. Find my way (Найти свой путь)

- Бэйли Хэнкс в июле 2008 года записала сингл «So much better», что тоже было своеобразным призом за победу в шоу «В поисках Эль».

### Лондонская постановка, 2010 год
Запись основного состава вест-эндской постановки прошла с 12 по 14 июня 2010 года. В отличие от бродвейской версии, эта запись была сделана непосредственно во время спектаклей. Релиз вышел в августе 2010 года. Аудиозапись включила в себя тот же набор треков, что и американская, плюс была добавлена инструментальная вставка — мелодия, под которую появляется «суперсексуальный» почтальон Кайл.

### Венская постановка, 2013 год
Запись основного состава австрийской постановки «Natürlich Blond» была сделана весной 2013 года и стала доступна в продаже с 24 мая. Она включает в себя полную аудиозапись всех музыкальных номеров спектакля на двух дисках. К тому же в состав издания входит буклет с текстами песен.
| CD 1 1. Ouvertüre (Вступление) 2. Oh mein Got! (Боже мой!) 3. Zeit für was ernsteres (Время для более серьёзного) 4. Schwester von Delta Nu (Сестра Дельта Ню) 5. Was du willst (teil 1) (Что ты хочешь (часть 1)) 6. Was du willst (teil 2) (Что ты хочешь (часть 2)) 7. Harvard Variationen (Диалоги Гарварда) 8. Blut in den Kiemen (Кровь в жабрах) 9. Positive (Позитив) 10. Irland (Ирландия) 11. Irland — reprise (Ирландия — реприза) 12. Zeit für was ernsteres — reprise (Время для более серьёзного — реприза) 13. Tritt in den hintern (Пинок под зад) 14. So viel besser (Гораздо лучше) | CD 2 1. Entr’acte (Антракт) 2. Peitsch dich in Form (Привести себя в форму) 3. Trag’es wie ein Mann (Веди себя как мужчина) 4. Kyle der Grossartige (Кайл Великолепный) 5. Knick und Pop (Согнись и распрямись) 6. Schaut doch hin (Посмотрите на него) 7. Natürlich Blond (Натуральная блондинка) 8. Natürlich Blond — reprise (Натуральная блондинка — реприза) 9. Ort des Geschehens (Место преступления) 10. Mein Weg / Finale (Мой путь/Финал) 11. Applausmusik (Поклоны) |

## Награды и номинации

### 2007 год
- номинация на Тони за лучшее либретто (Хизер Хэч)
- номинация на Тони за лучший оригинальный сценарий (Нил Бенджамин и Лоренс О’Киф)
- номинация на Тони за лучшую ведущую женскую роль (Лора Белл Банди)
- номинация на Тони за лучшую женскую роль второго плана (Орфе)
- номинация на Тони за лучшую мужскую роль второго плана (Кристиан Борль)
- номинация на Тони за лучшую хореографию (Джерри Митчелл)
- номинация на Тони за лучшие костюмы (Грег Барнс)
- номинация на премию «Драма Деск» за лучший мюзикл
- номинация на премию «Драма Деск» за лучшее либретто (Хизер Хэч)
- номинация на премию «Драма Деск» за лучшую ведущую женскую роль (Лора Белл Банди)
- номинация на премию «Драма Деск» за лучшую женскую роль второго плана (Орфе)
- номинация на премию «Драма Деск» за лучшую мужскую роль второго плана (Кристиан Борль)
- номинация на премию «Драма Деск» за лучшую хореографию (Джерри Митчелл)
- номинация на премию «Драма Деск» за лучшую режиссуру(Джерри Митчелл)
- номинация на премию «Драма Деск» за лучшую музыку (Нил Бенджамин и Лоренс О’Киф)
- номинация на премию «Драма Деск» за лучший сценарий (Нил Бенджамин и Лоренс О’Киф)
- номинация на премию «Драма Деск» за лучший дизайн декораций (Давид Роквелл)

### 2010 год
- премия Лоренса Оливье за лучший мюзикл
- премия Лоренса Оливье за лучшую женскую роль в мюзикле (Шеридан Смит)
- премия Лоренса Оливье за лучшую роль второго плана (Джил Хафпенни)
- номинация на премию Лоренса Оливье за лучшую мужскую роль (Алекс Гаумонд)
- номинация на премию Лоренса Оливье за лучшую хореографию (Джерри Митчелл)